# 丛生高原芥
丛生高原芥（学名：Christolea prolifera）是十字花科高原芥属的植物，为中国的特有植物。分布在中国大陆的西藏、青海等地，生长于海拔4,900米至5,300米的地区，一般生于砾石质山坡或流石滩，目前尚未由人工引种栽培。

## 异名
- Oreoblastus prolifer (Maxim.) Suslova